# Vasco de Lobeira
Vasco de Lobeira (ritkábban Vasco Lobeira, (Porto, Portugália, 14. század – Elvas, 1403.) portugál költő.
Trubadúrköltő volt, vélemények szerint João de Lobeira leszármazottja. Egyes korabeli források szerint ő írta az Amadís de Gaula harmadik könyvét, mára azonban ezt irodalomtudósok többszörösen megcáfolták, a könyv eredetét inkább spanyol szerzőnek tulajdonítják, és Lobeira szerepét inkább egy-két fejezet bővítésében látják.
Lobeira harcolt Alijubarrota mellett és 1385-ben a király lovaggá ütötte. 